# Nimbya crassoides
Nimbya crassoides är en svampart som först beskrevs av Davis, och fick sitt nu gällande namn av E.G. Simmons 1995. Nimbya crassoides ingår i släktet Nimbya och familjen Pleosporaceae.   Inga underarter finns listade i Catalogue of Life.